# Donington Park
Donington Park és un circuit de curses situat a prop de Castle Donington, a la regió de les Midlands de l'Est, al nord-oest de Leicestershire (Anglaterra). Va acollir vint-i-tres edicions del Gran Premi de Gran Bretanya de motociclisme (1987-2009) i una del Gran Premi d'Europa de Fórmula 1 (1993). Actualment acull, esporàdicament, la ronda britànica del Campionat del Món de Superbike.

## Història
El circuit es va construir el 1931, inicialment per a acollir-hi curses de motociclisme i més tard en va acollir també d'automobilisme. El 1935, Richard Shuttleworth guanyà el Gran Premi de Donington amb un Alfa Romeo P3, i els anys 1937 i 1938 la victòria fou per a Bernd Rosemeyer i Tazio Nuvolari. El circuit es va tancar durant la Segona Guerra Mundial i no es va recuperar fins al 1971, quan un empresari local entusiasta dels esports de motor, Tom Wheatcroft, va comprar els terrenys on hi havia l'equipament. Wheatcroft va haver d'esperar sis anys abans no va poder-hi organitzar la primera cursa, que es va celebrar el 27 de maig de 1977. Mentrestant, Wheatcroft va traslladar-hi la seva col·lecció personal de cotxes de curses i va construir-hi un museu per a albergar-la, el Donington Grand Prix Exhibition, que es va inaugurar el 1973 i inclou la col·lecció d'automòbils de Gran Premi més gran del món.

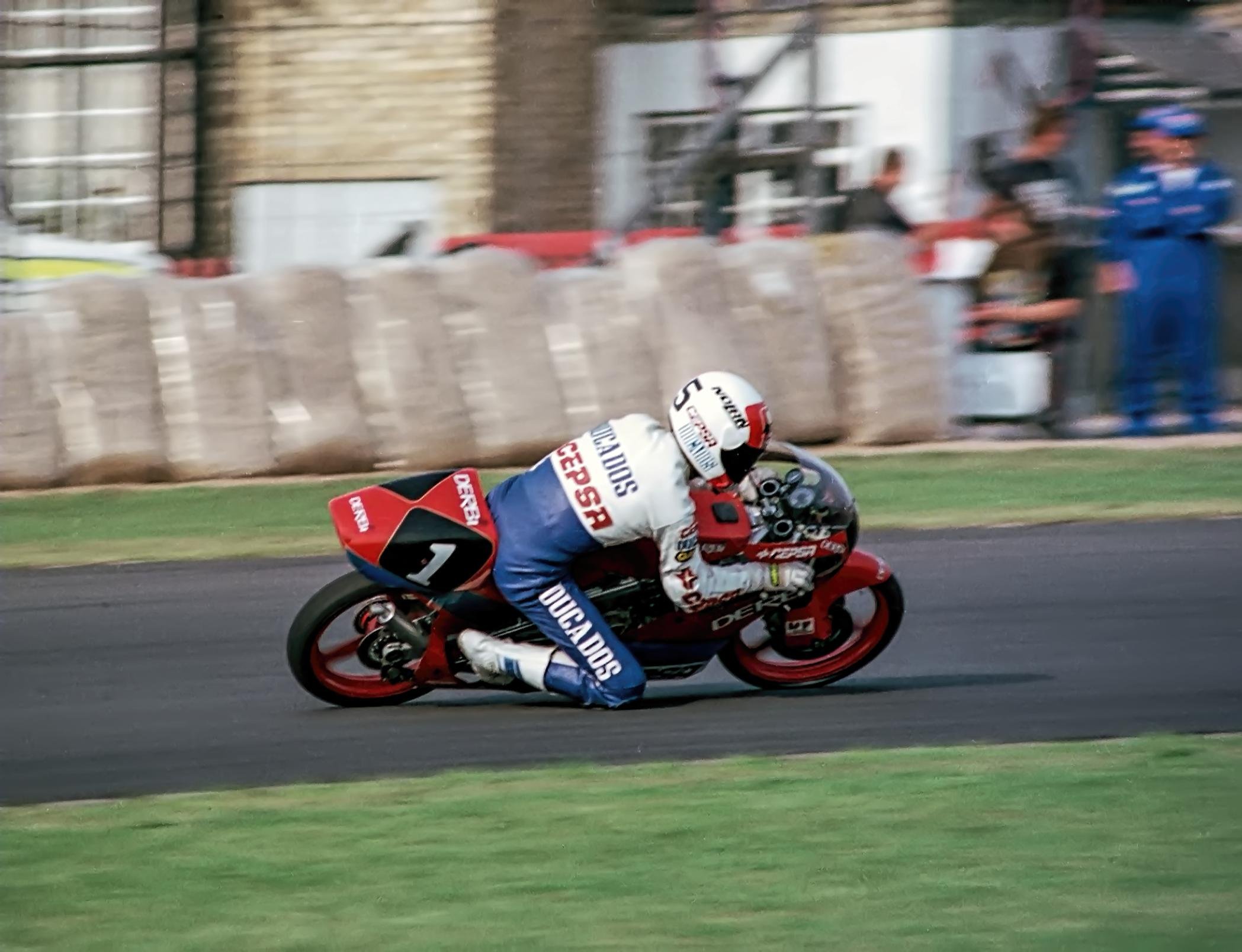
Aspar durant el Gran Premi de Gran Bretanya de

A partir de 1987, Donington Park esdevingué un dels circuits anglesos més coneguts després d'haver substituït el Circuit de Silverstone com a seu del Gran Premi de Gran Bretanya de motociclisme. El 2010, però, el Gran Premi va tornar a Silverstone, on encara seguia a data del 2023. Moltes de les curses celebrades fins ara a Donington Park s'han fet sota la pluja, fet que ha dificultat encara més la feina dels pilots a causa del seu asfalt relliscós. El 1993, el circuit va ser la seu del Gran Premi d'Europa, una cursa memorable disputada també en condicions meteorològiques adverses que va guanyar Ayrton Senna.
El 2007, Wheatcroft & Son Ltd, propietat de la família Wheatcroft, va cedir el control de l'autòdrom mitjançant un contracte de lloguer de 150 anys a l'empresa Donington Ventures Leisure Ltd (DVLL), la qual va anunciar el juliol del 2008 que havia obtingut els drets d'organització del Gran Premi de Gran Bretanya de Fórmula 1 a partir del 2010 per un període de 18 anys, gràcies també a l'aprovació per part del govern del districte de North West Leicestershire d'un projecte de desenvolupament i renovació signat per Hermann Tilke que hauria d'haver començat el gener de 2009. A l'abril d'aquell any, però, Wheatcroft & Son Ltd va portar Donington Ventures Leisure Ltd als tribunals de Derbyshire per incompliment de contracte (acumulava un deute de 2.470.000 lliures esterlines) i en requerí la rescissió. A causa d'això i de l'exigència de Bernie Ecclestone del compliment dels estàndards necessaris per a l'organització del Gran Premi, es va arribar a un acord extrajudicial entre les parts. A la tardor següent es va informar que DVLL no havia aconseguit el finançament de 135 milions de lliures necessàries per a formalitzar el trasllat del Gran Premi de Gran Bretanya al seu circuit.
Arran de les dificultats del organitzadors de Castle Donington, a finals de 2009 es va signar un acord entre Ecclestone i el circuit de Silverstone que preveia mantenir el Gran Premi a la seva ubicació anterior durant els propers 17 anys. Al desembre, Donington Park va tornar als antics propietaris, que el 2010 van fer-ne reformar la pista, en alguns punts ja malmesa, tornant-la a les condicions anteriors a les obres de modificació no acabades per DVLL. El circuit va reprendre l'activitat el 2011. Durant els mesos de juliol i agost del 2014, el circuit acollí les proves oficials de preparació del primer campionat del món de Fórmula E.

## Característiques

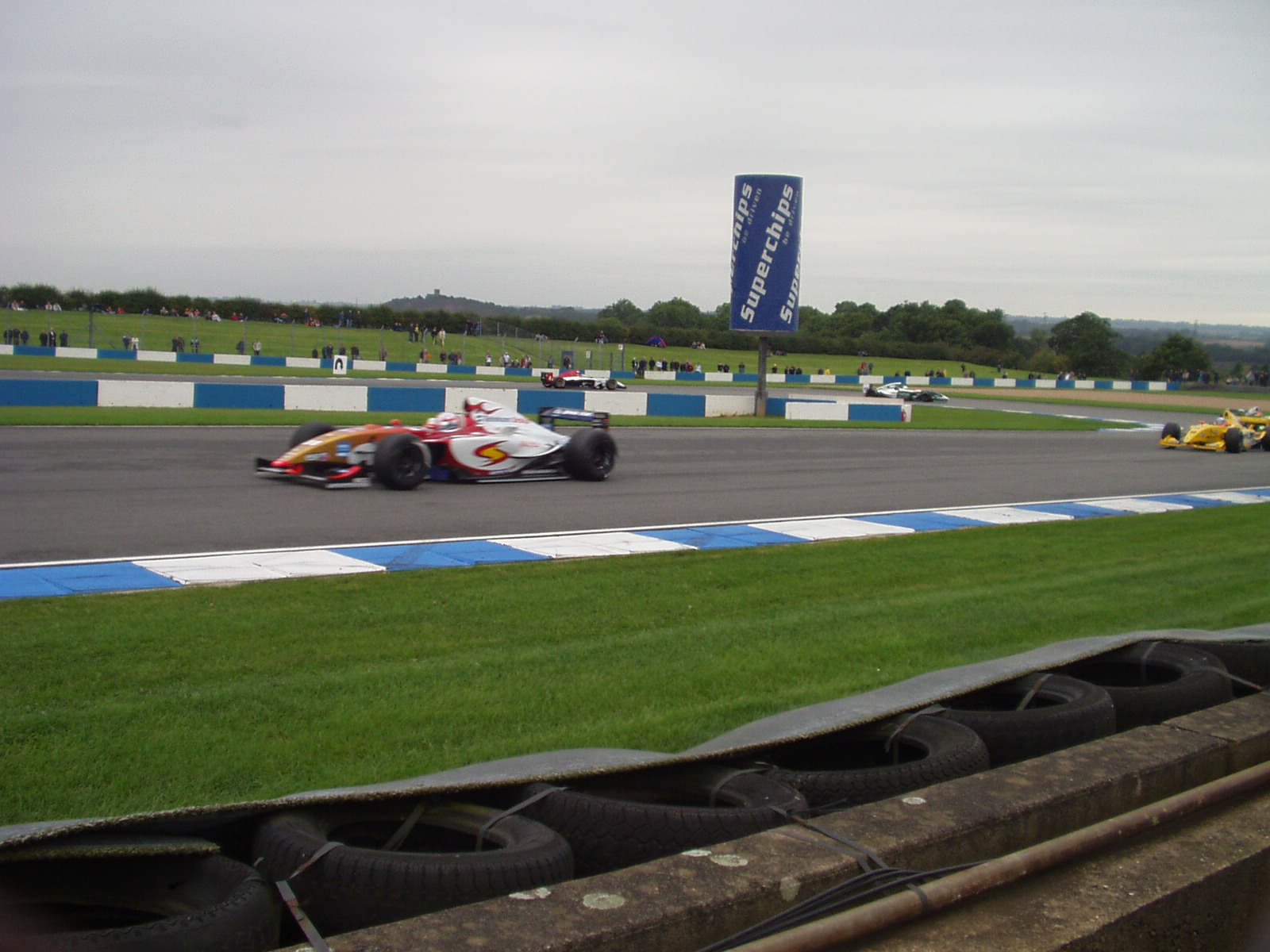
La Melbourne Hairpin en una cursa de les World Series by Renault del 2005

La longitud del circuit és de 4,020 km, amb 7 revolts dretes i 5 d'esquerra a recórrer en sentit horari. Aquesta longitud es va assolir el 1985 després de les obres d'ampliació que van portar a la construcció del tram darrere del pàdoc (anomenat Melbourne Loop), necessari per tal d'acollir els Grans Premis de motociclisme, ja que la configuració anterior de 3,149 km es considerava massa curta (aquella configuració encara és operativa sota el nom de "circuit nacional" i de vegades es fa servir per a curses no internacionals).
El traçat, que es troba dins d'un amfiteatre natural que afavoreix la visibilitat per part dels espectadors, és mixt-ràpid, amb velocitats mitjanes de gairebé 160 km/h per a la categoria de MotoGP i conté elements que posen a prova els pilots com ara pujades. baixades i alguns revolts ràpids que requereixen frenades i acceleracions sobtades. Després de la reactivació de l'antic circuit, l'única variació respecte al traçat anterior es troba a les noves (i ara més suaus) esses Fogarty, que condueixen al Melbourne Loop i Roberts, que porta, en el cas del circuit nacional, a la recta principal. Per tant, els temps per volta obtinguts a partir del 2011 no són comparables directament amb els anteriors al 2009.

## Altres usos
El circuit acull nombrosos esdeveniments musicals, entre ells el Monsters of Rock i el Download Festival, esdeveniments musicals on han tocat grups com ara Rammstein, Metallica, Iron Maiden, Green Day, Slipknot, AC/DC i Slayer.

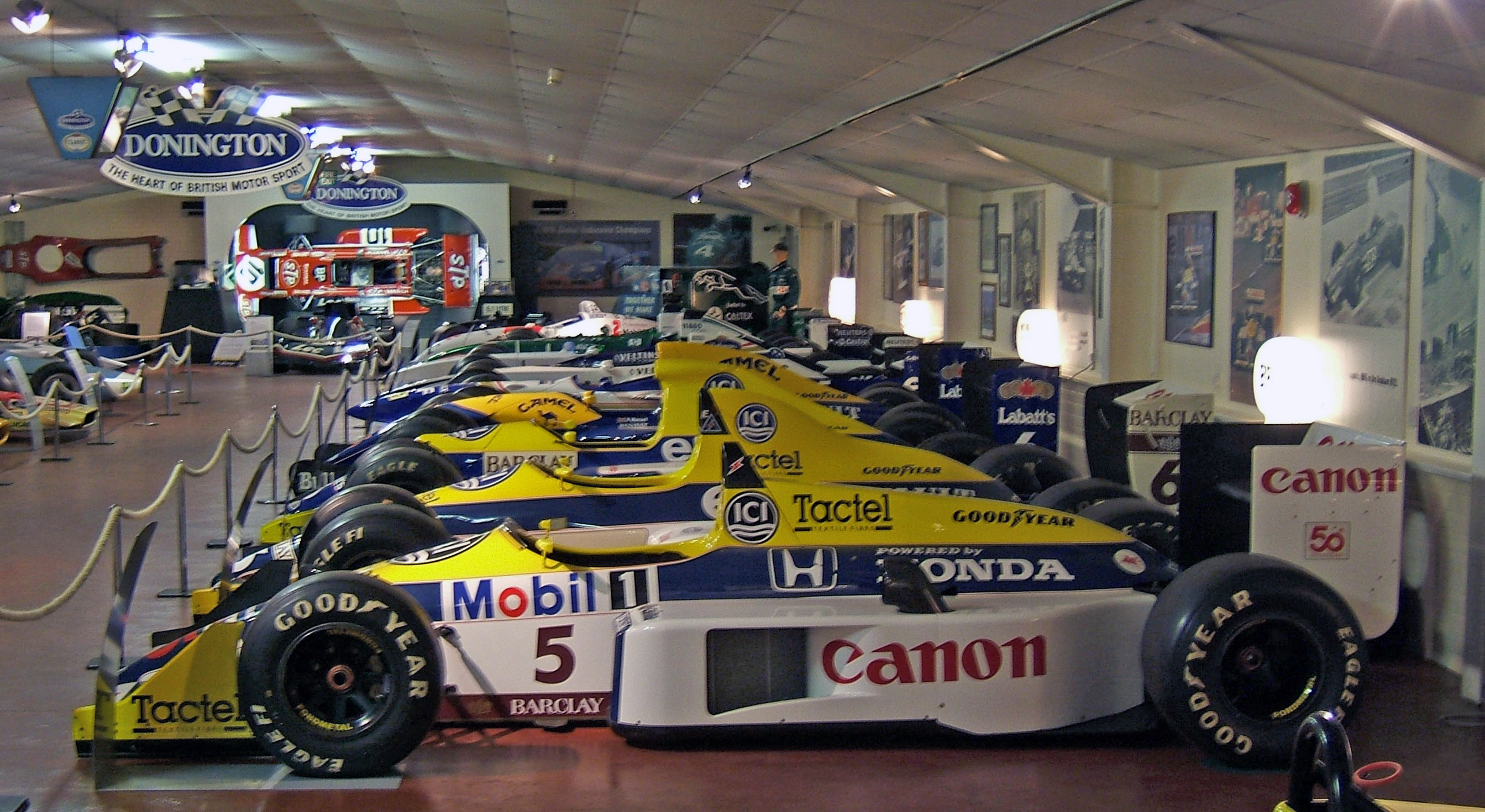
Interior de la Donington Grand Prix Collection

A finals del 2008, l'antiga marca de motocicletes Norton, aleshores en mans americanes, va ser recuperada per l'empresari britànic Stuart Garner, que va establir una nova fàbrica Norton de 1.400 m² a Donington Park. L'empresa es traslladà a Donington Hall, prop també del poble de Castle Donington, el març de 2013 i hi traslladà l'antiga fàbrica de Donington Park, llavors amb uns 40 treballadors.
Dins els terrenys de l'equipament hi ha un important museu dedicat a la història de l'automobilisme, el Donington Grand Prix Exhibition, que conté una de les col·leccions de cotxes de curses més grans del món. També hi ha una estàtua de bronze, de mida original, del pilot anglès Roger Williamson, que es va morir cremat, atrapat al seu cotxe, a Zandvoort durant el Gran Premi dels Països Baixos de 1973.

## Historial del traçat

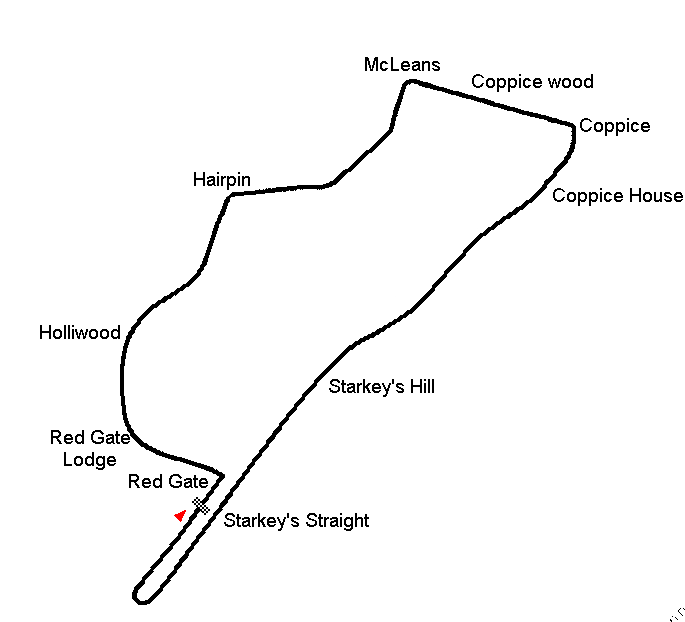
La configuració de 4,107 km emprada de 1934 a 1936
La configuració de 5,029 km emprada de 1937 a 1939
La configuració de 4,020 km emprada de 1985 al 2009
La configuració de 3,149 km (el "circuit nacional")
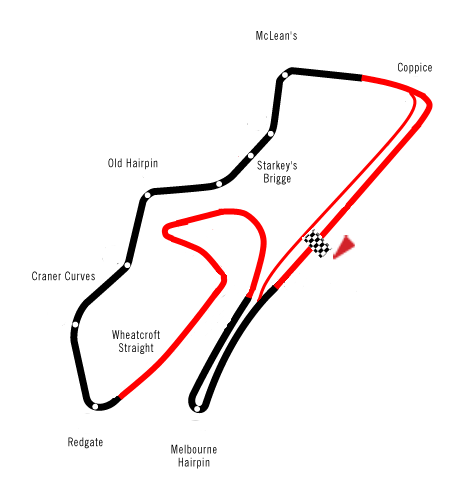
La proposta de modificació per al Gran Premi de Gran Bretanya de F1 del 2010

## Galeria

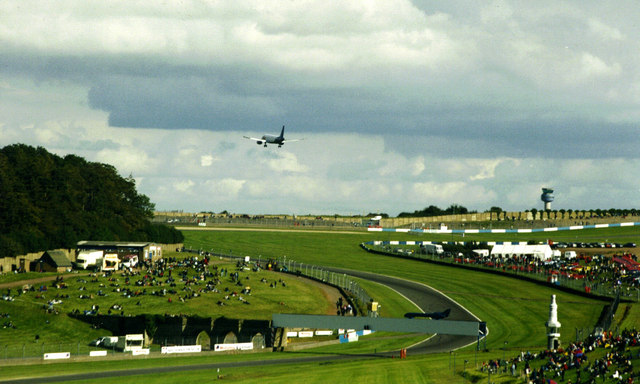
Un avió sobrevolant el circuit el 1990
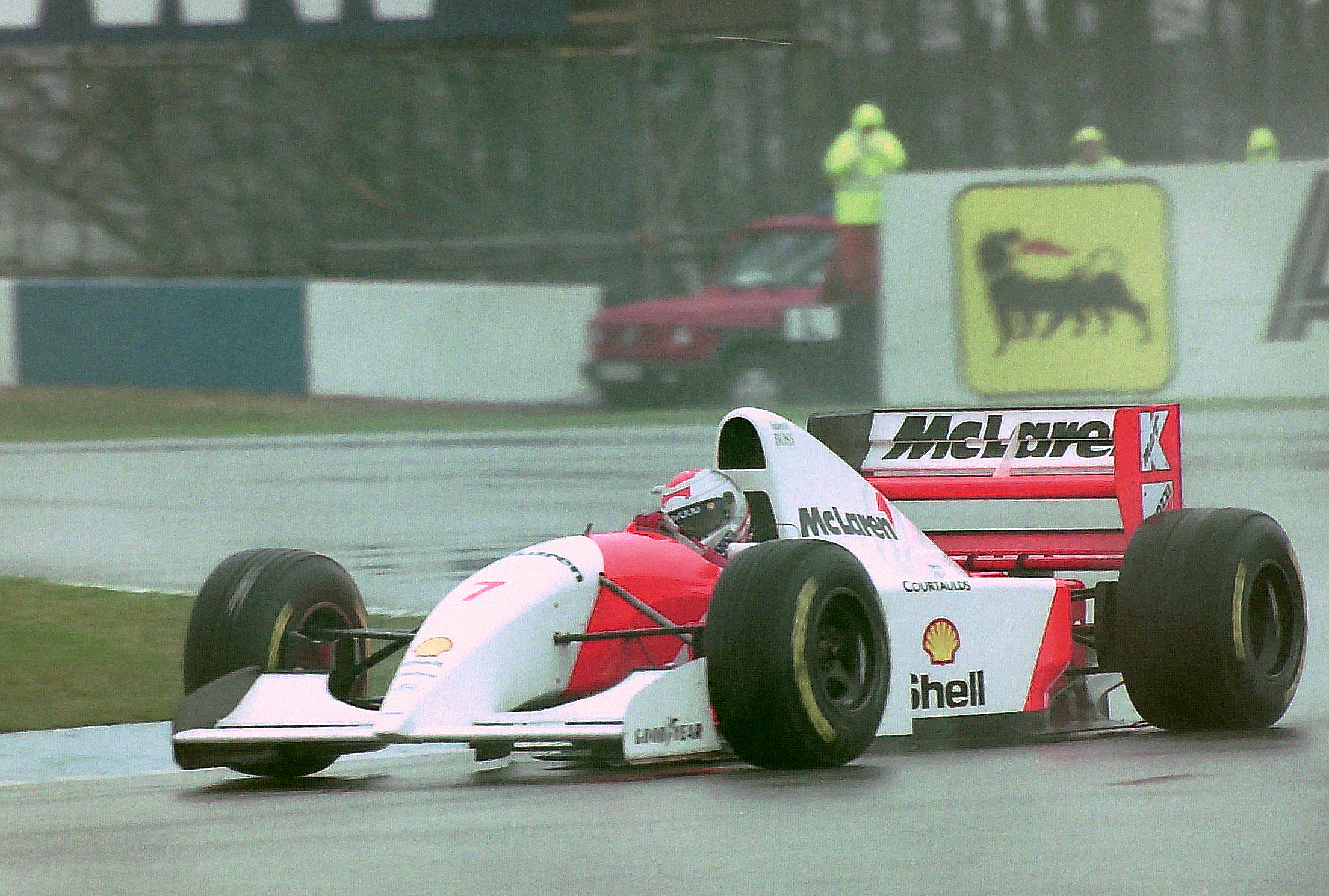
Mario Andretti al Gran Premi d'Europa de 1993
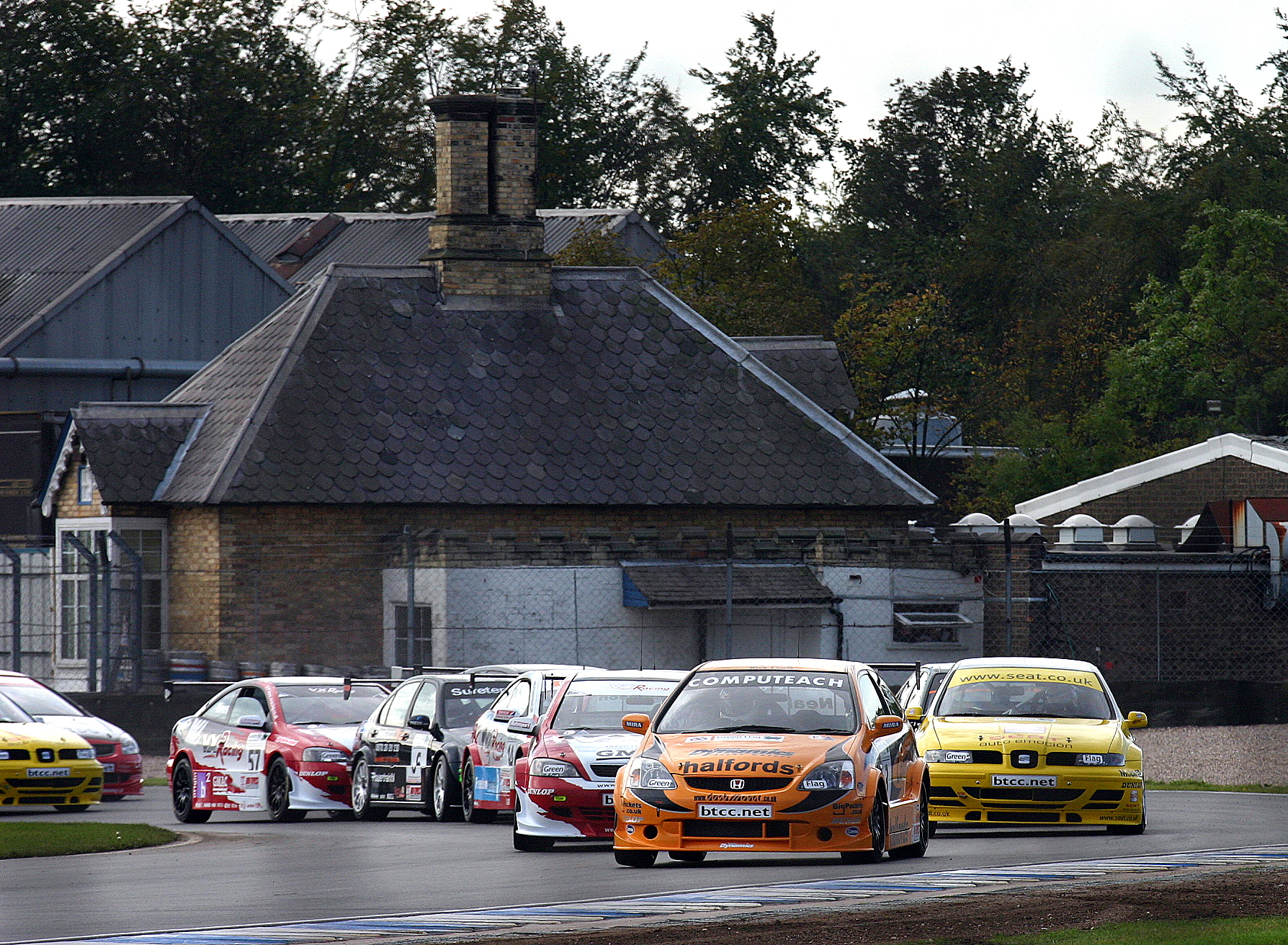
Cursa del British Touring Car Championship del 2004
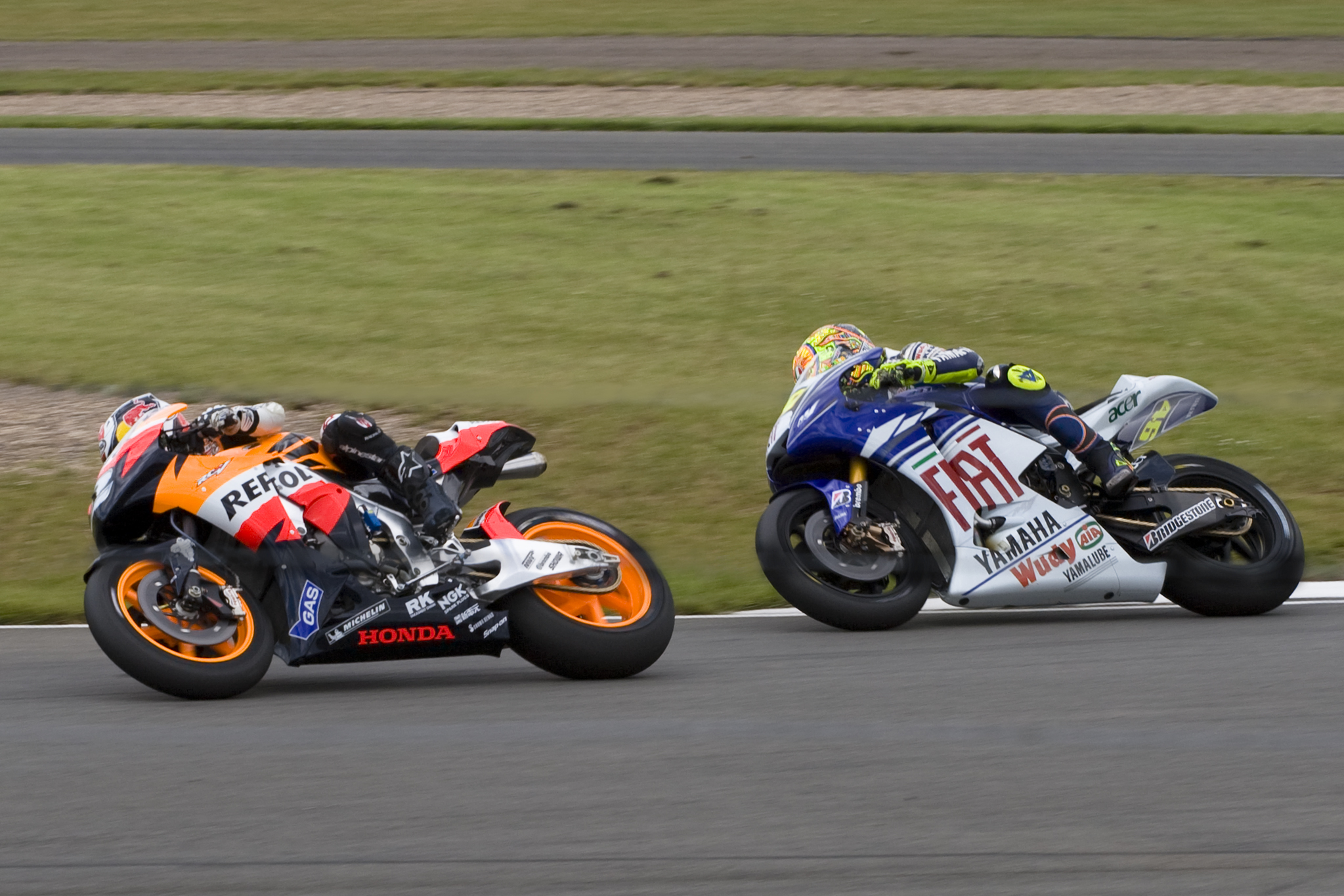
Dani Pedrosa i Valentino Rossi al GP de Gran Bretanya del 2008
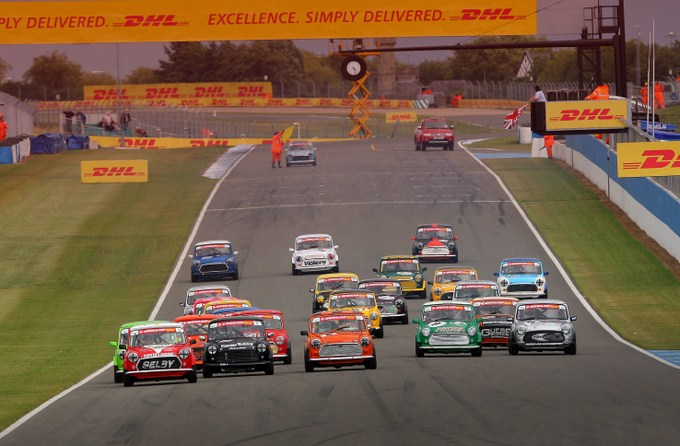
La recta de sortida en una cursa de Minis el 2011